# 1811

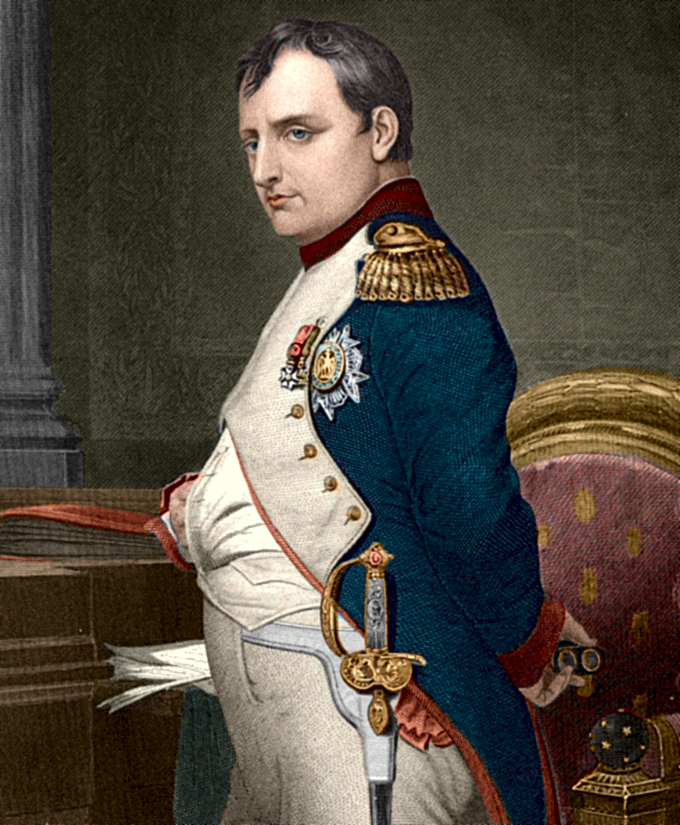
Napoleon Bonaparte

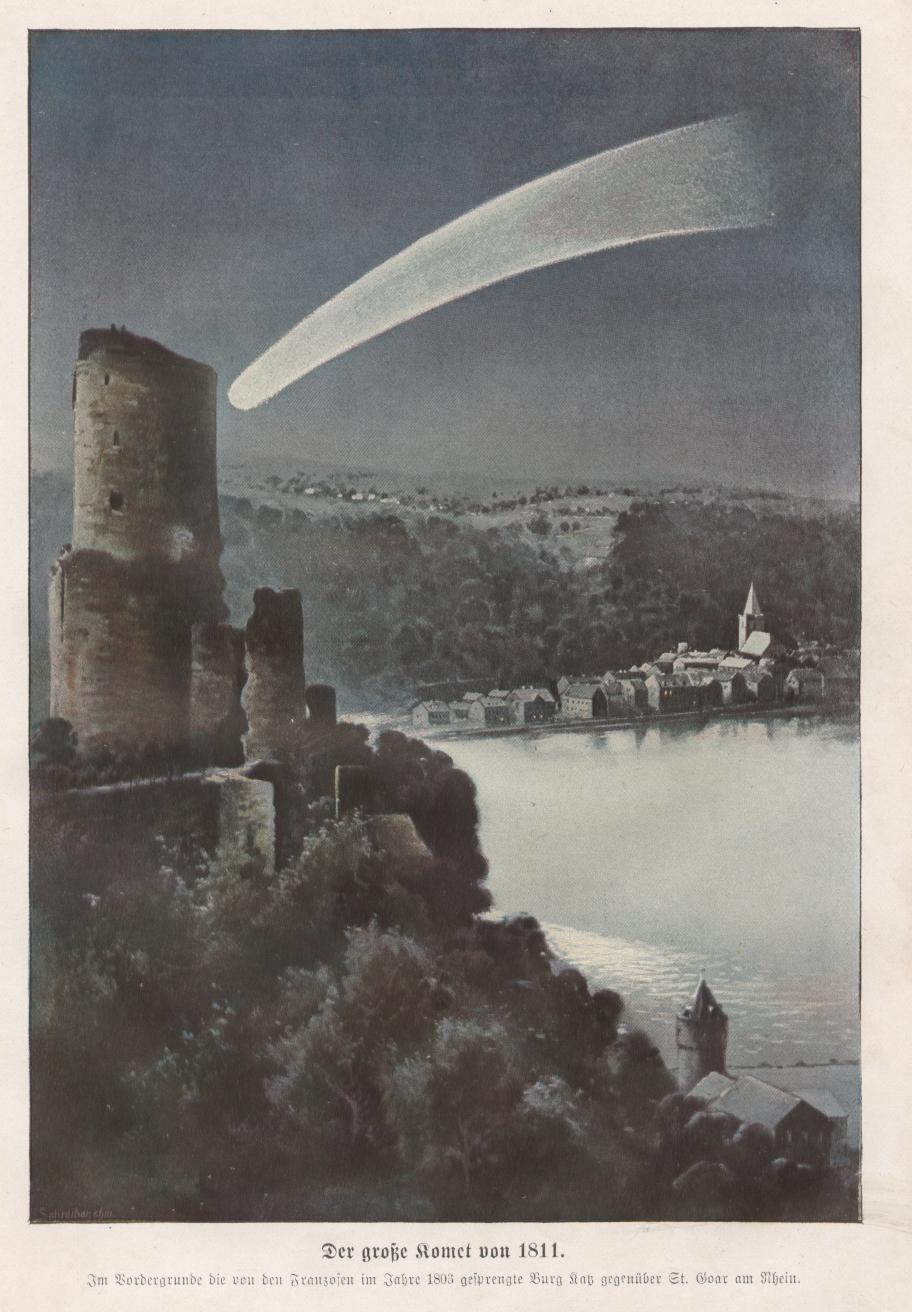
De Komeet van 1811 boven Sankt Goar en de Burcht Katz

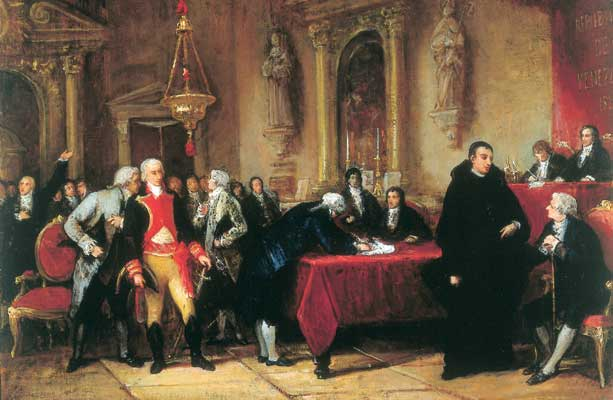
Venezuela verklaart zich onafhankelijk

Het jaar 1811 is het 11e jaar in de 19e eeuw volgens de christelijke jaartelling.

## Gebeurtenissen
januari
- 1 - De voormalige rijksstad Lübeck, sinds 1806 door Franse troepen bezet, wordt officieel ingelijfd bij het Keizerrijk Frankrijk.
- 8 tot 10 - Slaven op de suikerplantages in Louisiana komen in opstand. Ze doden twee planters en stichten verschillende branden. Bij het neerslaan van de rebellie worden 45 tot 50 slaven gedood terwijl de rest de moerassen in vlucht. Hun leider en de twee plantermoordenaars worden terechtgesteld.
- 22 - Keizer Napoleon I kent Recklinghausen, dat tot het hertogdom Arenberg behoorde toe aan het groothertogdom Berg.

februari
- 5 - De Britse koning George III wordt buiten staat van regeren verklaard. Zijn zoon George IV wordt regent.
- 21 - Voor de Royal Society kondigt Humphry Davy de ontdekking van chloor aan.

maart
- 20 - Het eerste officiële bericht dat over de optische telegraaf Amsterdam bereikt, is dat van de geboorte van de Franse kroonprins.
- 25 - Voor het gehele Franse Keizerrijk wordt een centrale organisatie van de politie ingevoerd. Aan het hoofd ervan wordt een minister van politie gesteld met onder hem vier directeuren-generaal.
- 25 - Eerste waarneming door Honoré Flaugergues van de Grote Komeet van 1811. Deze zal van augustus tot einde jaar met het blote oog goed zichtbaar zijn. De buitengewone wijnoogst van dit jaar zal voortaan worden aangeduid als Kometenwijn.

mei
- 10 - Verdrag te Parijs tussen Frankrijk en het koninkrijk Westfalen. Westfalen erkent het gebiedsverlies en het verloop van de nieuwe grenzen wordt vastgesteld.
- 14 - Paraguay wordt onafhankelijk.
- 16 - Gouverneur Janssens van Java draagt in Buitenzorg de macht over aan de Engelse Lord Minto.
- 18 - Generaal Artigas verslaat de Spaanse troepen in de slag bij Las Piedras in het latere Uruguay.

juni
- 19 - Friedrich Ludwig Jahn opent op de Hasenheide bij Berlijn de eerste Turnplatz.

augustus
- 3 - De Jungfrau in Zwitserland wordt voor het eerst beklommen.
- 18 - Keizer Napoleon I ondertekent in het Kasteel van Saint-Cloud het decreet tot invoering in de Lage Landen van de burgerlijke stand. Iedereen moet zich wettelijk verplicht een achternaam 'aanmeten' in verband met belasting-inning en dergelijke.

september
- 11- De Brit Stamford Raffles wordt luitenant-gouverneur van Java, dat door de Engelsen in bezit is genomen.
- 23 - Keizer Napoleon I vergezeld door zijn 19-jarige vrouw Marie-Louise en een groot gevolg, begint een inspectietocht naar de zuiderlijke Nederlanden. Hij rijdt te paard vanuit Oostende via het strand naar Blankenberge. Bij het Zwin wordt Napoleon overgezet met een visserboot. De overtocht duurt een half uur en vindt plaats in de stromende regen, waardoor hij drijfnat in Fort Oranje (gelegen in Noord-Brabant) aankomt.[1]
- 24 - Napoleon I inspecteert de vestingwerken van Fort Oranje, het Middenfort en Fort Imperial. Per sloep wordt hij naar Vlissingen gebracht en verwelkomt op de kade bij het Keizersbolwerk. Hij geeft opdracht om de kust te versterken met fortificaties (zodat Nederland een onneembare 'vesting' wordt voor Engeland). Napoleon houdt een vlootschouw, door het slechte weer verblijft hij 60 uur op het linieschip "Charlemagne".[2]

oktober
- 4 - Napoleon I vertrekt in de nacht vanuit Antwerpen naar Willemstad, waar een inspectie van de vestingwallen volgt. Per sloep wordt hij naar Hellevoetsluis gebracht, aankomst om 14.00 uur. Inspectie van het maritieme etablissement en het in mei te water gelaten linieschip "Tromp", ingedeeld bij het Commandement van de Maas. Napoleon reist in de nacht door naar Dordrecht.[1]
- 5 - Napoleon I arriveert in Dordrecht in de vroege morgen in de Voorstraatshaven, terwijl de burgemeester nog ligt te slapen. Om 12.00 uur vertrekt hij naar Gorinchem, waar hij om 14.00 uur aankomt aan het Sleeuwijkse Veer. Napoleon en Marie-Louise worden ontvangen door vele hoogwaardigheidsbekleders bij herberg "de Zwaan" en inspecteren de vestingwallen van de stad.[1]
- 6 - Napoleon I vertrekt naar Utrecht via Leerdam, onderweg komt hij langs Vianen. Hij trekt over de Lekdijk en wordt jubelend verwelkomd door de bevolking. Napoleon scheept in om de rivier de Lek over te steken naar Vreeswijk. Om 14.30 uur komt Napoleon en het keizerlijke gevolg aan in Utrecht. Tijdens een rondreis in de stad wordt hij door de inwoners hartelijk ontvangen.[1]
- 9 - Tijdens zijn inspectiereis door de departementen in de Nederlanden arriveert Napoleon I en Marie-Louise in Amsterdam. Om 15.00 uur komt hij aan op de Dam via de Muiderpoort, de Nieuwerzijds en de Kalverstraat. De Dam wordt omgedoopt tot het "Napoleonplein". Het escorte cavalerie (waaronder de Franse Gendarmerie) wordt ondergebracht op het Amstelveld.[1]
- 15 - Napoleon I vertrekt van Amsterdam naar Den Helder, via Medemblik, waar hij de tuighuizen en de scheepstimmerwerven inspecteert. Daarna rijdt hij te paard verder, omdat de wegen niet geschikt zijn voor koetsen. Napoleon komt aan in Den Helder, waar hij het Nieuwediep bezoekt. Bij de zeedijk ligt een eskader van 10 schepen en 9 kanonneerboten voor anker.[1]
- 16 - Napoleon I bezoekt de forten Lasalle ("Erfprins") en Morland ("Kijkduin") in Den Helder, door de strategische ligging laat hij de marinehaven versterken (kosten geraamd op 500.000 Franse frank). Hij inspecteert de vloot in het Nieuwediep en vaart naar Texel om de vestingwerken te bekijken. Spaanse krijgsgevangenen worden gebruikt voor de werkzaamheden.[3]
- 21 - Bij Keizerlijk Decreet wordt Zaandam door Napoleon I per 1 januari 1812 verheven tot stad. De dorpen Westzaandam en Oostzaandam worden daarmee samengevoegd.
- 22 - Bij keizerlijk decreet worden de hogescholen van Harderwijk en Franeker gesloten. Die van Utrecht, Amsterdam, Deventer en Groningen worden écoles secondaires, en de Universiteit Leiden wordt een école imperiale.
- 24 - Napoleon I brengt een officieel bezoek aan Teylers Museum.
- 26 - Tijdens het bezoek van Napoleon I wordt de stad Den Haag verheven tot 'Bonne ville de l'empire'.

november
- Engelse Luddieten beginnen met de vernietigingen van fabrieken.
- 7 - In de Slag bij Tippecanoe Creek (Indiana) verslaat de Amerikaanse generaal William Henry Harrison de Indianenleider Tecumseh (Shawnee).
- 11 - Na zijn vlucht uit het vrijheidsleger van generaal Miranda keert Simón Bolívar terug in Zuid-Amerika en roept de republiek Colombia uit. Het gebied bestrijkt het gehele noordwesten van Zuid-Amerika.
- 19 - In de Pieterskerk (Leiden) wordt in tegenwoordigheid van gouverneur Charles François Lebrun de dependence Leiden van de Universiteit van Parijs geopend. Ook de Universiteit van Groningen wordt een afdeling van Parijs.

december
- 16 - Napoleon I vaardigt een decreet uit waarin alle openbare wegen in zijn rijk worden ingedeeld in drie niveaus: de Routes impériales, de Routes départementales en de buurtwegen. De routes impériales moeten worden verhard en doorgetrokken, zodat Parijs is verbonden met iedere grens van het rijk.
- 16 - Zware aardbeving in Missouri ter hoogte van het latere New Madrid. Omdat er nog nauwelijks bebouwing is in de streek, is er weinig schade.
- 24 - Van een Britse konvooi lopen tijdens een storm de HMS Hero en het troepenschip Archimedes op de Haaksgronden bij Texel. Beide schepen vergaan, waarbij slechts 12 van de 530 opvarenden van de Hero gered kunnen worden. De opvarenden van de Archimedes worden wel gered.

zonder datum
- Yusuf Qaramanli van Tripolitanië maakt een eind aan de zwarte dynastie, die al vijfhonderd jaar over Fezzan heerst en legt zware schatting op aan het sultanaat.
- In Engeland wordt het fossiel van een ichthyosaurus ontdekt.
- De carrousel (mallemolen) doet zijn intrede op de kermis.
- Ontdekking van het element jodium. Het ontwijkt als een violette damp bij het blootstellen van zeewier aan zwavelzuur.
- In Nederland wordt homoseksualiteit als psychische stoornis erkend, waardoor het niet meer strafbaar is om homoseksueel te zijn.

## Muziek
- Carl Maria von Weber componeert de ouverture Der Beherrscher der Geister

## Bouwkunst

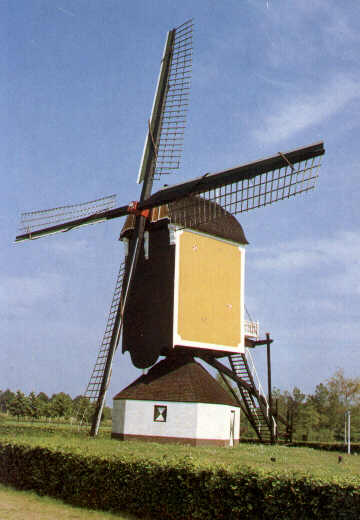
Molen van Jetten, Uden (1811)

## Geboren
februari
- 4 - Pierre-Julien Eymard, Frans R.K. priester en heilige, stichter van de Sacramentijnen (overleden 1868)
- 15 - Domingo Faustino Sarmiento, Argentijns president (overleden 1888)

maart
- 17 - Karel Marinus Giltay, Nederlands arts (overleden 1891)
- 20 - Napoleon II, Frans keizer (overleden 1832)
- 28 - Johannes Neumann, Boheems geestelijke (overleden 1860)
- 30 - Robert Bunsen, Duits chemicus (overleden 1899)

april
- 4 - Elisabeth Hasebroek, Nederlands romanschrijver en vertaler (overleden 1887)
- 22 - Israël Kiek, Nederlands fotopionier (overleden 1899)

mei
- 7 - Thomas Helmore, Brits componist en koorleider (overleden 1890)

juni
- 14 - Harriet Beecher Stowe, Amerikaans schrijfster (overleden 1896)
- 21 - Carlo Matteucci, Italiaans natuurkundige en neurofysioloog (overleden 1868)

juli
- 11 - William Grove, Engels uitvinder van de brandstofcel (overleden 1896)
- 12 - Adriaan Goijaerts, Nederlands architect (overleden 1886)
- 19 - Vinzenz Lachner, Duits componist en dirigent (overleden 1893)

augustus
- 18 - Friedrich Lübker, Duits taalkundige (overleden 1867)
- 31 - Théophile Gautier, Frans schrijver (overleden 1872)

september
- 15 - Willem Josephus van Zeggelen, Nederlands dichter (overleden 1879)

oktober
- 22 - Franz Liszt, Oostenrijks-Hongaars pianist en componist (overleden 1886)
- 24 - Ferdinand Hiller, Duits pianist, componist, dirigent, muziekpedagoog en schrijver (overleden 1885)
- 25 - Évariste Galois, Frans wiskundige (overleden 1832)

november
- 7 - Karel Jaromír Erben, Tsjechisch uitgever, dichter en advocaat (overleden 1870)

december
- 17 - Gerrit Adriaan Fokker, Nederlands politicus en Thorbeckiaans Tweede Kamerlid (overleden 1878)

datum onbekend
- Hubertus Cato Waldeck, Nederlands burgemeester (overleden 1881)

## Overleden
januari
- 27 - Jean-Baptiste Huet (65), Frans kunstschilder

juli
- 30 - Miguel Hidalgo (58), Mexicaans priester en revolutionair

september
- 30 - Thomas Percy (82), Engels bisschop en dichter

## Verschenen

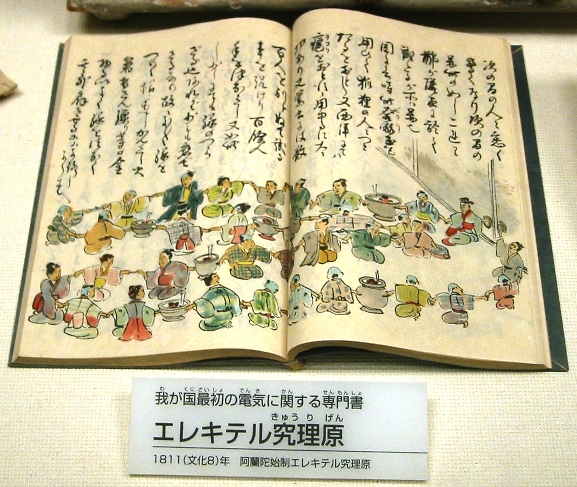
Japans eerste handboek van de elektriciteit van Hashimoto Muneyoshi

- Beginselen van de elekiter (elektriciteit) zoals verworven door de Nederlanders ("阿蘭陀始制エレキテル究理原") van Hashimoto Muneyoshi een Rangaku geleerde.